# Cavo Ricca
Il cavo Ricca è un canale artificiale che scorre in provincia di Novara e distribuisce le acque del canale Cavour al fine di sfruttarne la forza motrice e supportare l'irrigazione. È noto anche come cavo del Consorzio d'Irrigazione o, colloquialmente e localmente, come cavo Canalino (in novarese Canalin).

## Percorso
Il canale nasce in territorio di Vignale, presso la cascina Avogadro.
A valle dell'autostrada A4 entra in Novara, marcando il confine tra il sobborgo San Martino a sud-ovest e il sobborgo Sant'Andrea a nord-est. All'altezza di viale Dante Alighieri, inizia a scorrere in una lunga tombinatura, attraversando il cuore della città piemontese. 
Sempre all'altezza di viale Dante si origina una prima diramazione verso est, il cavo Berra, che confluisce dopo un breve tratto nel diramatore Quintino Sella e nella roggia Cerana, con un percorso interamente tombinato.

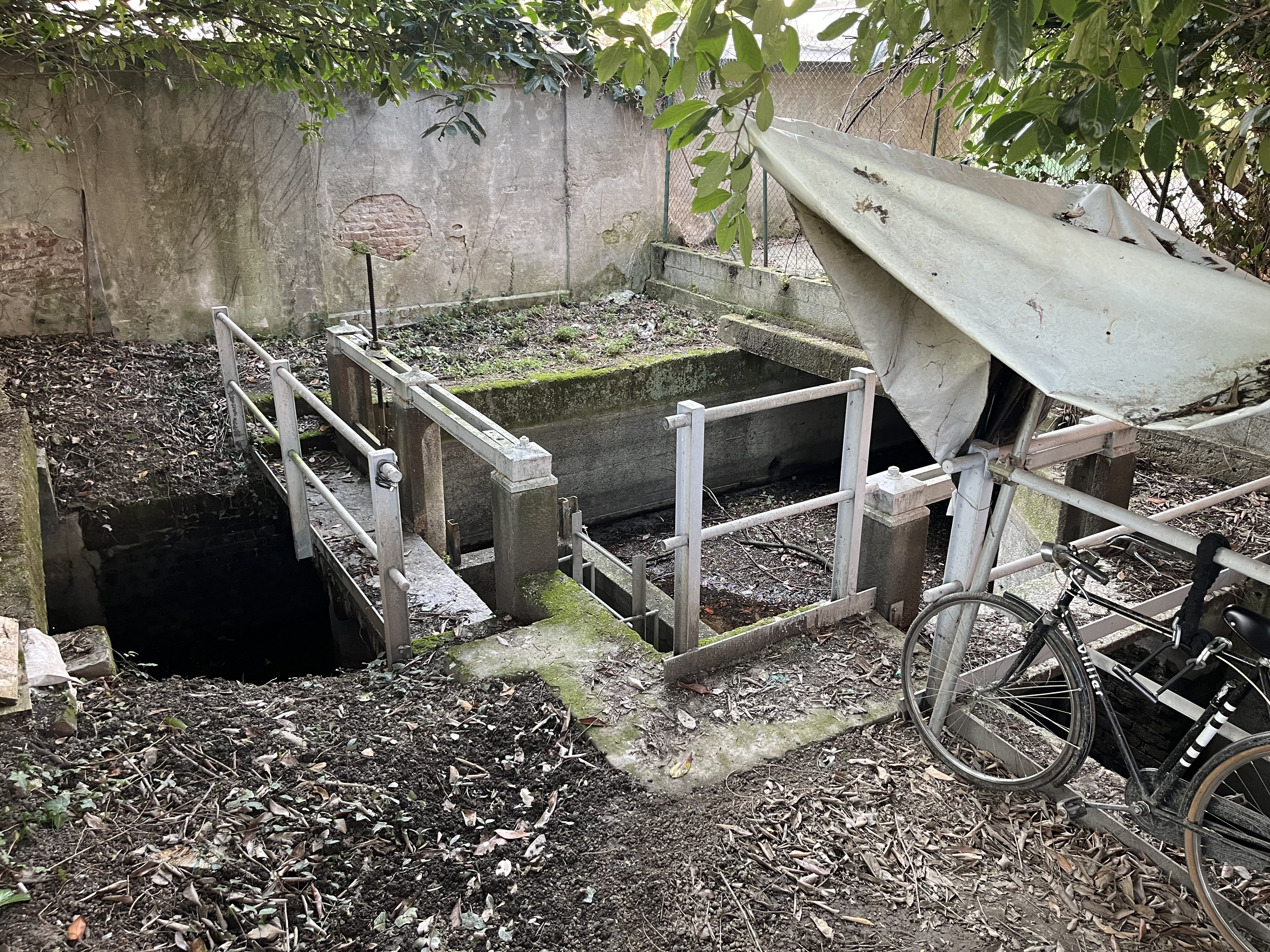
Chiusa da cui diparte il ramo Bicocca, in via Sesalli

Il ramo principale segue viale Dante in direzione ovest, lungo via Biglieri e viale Buonarroti, fino a via Sesalli, ove si suddivide nuovamente: il ramo Bicocca si dirige a sud-est verso l'omonimo quartiere, destinato all'irrigazione nella valle dell'Arbogna e terminando nel territorio di Olengo; il ramo principale prosegue verso sud.
All'altezza di piazza Donatello si divide il ramo Cortenuova verso sud-ovest, in direzione dell'omonima cascina. Il corso principale, che a quel punto prende il nome di ramo Nibbiola (talvolta indicato come ramo Torrione), si dirige verso la frazione Torrion Quartara e scorre parallelo alla strada di Mercadante, con dimensioni modeste di alveo e di portata, lasciandola presso la cascina Cascinetta (situata ancora in comune di Novara) e terminando nei territori di Nibbiola, Vespolate e Granozzo.

## Storia

### XIX secolo

#### Antefatti
L'idea di derivare le acque del canale Cavour a favore delle terre a sud di Novara risale al 1864, quando la realizzazione del grande canale era da poco iniziata: l'ingegnere novarese Luigi Ricca iniziò gli studi di un apposito cavo e tentò di costituire una società che si facesse carico di progettazione ed esecuzione dell'opera, ma a quel tempo nessuno fu disposto ad affrontare tale spesa. Il comune di Nibbiola, sebbene fortemente interessato al progetto e dotato dell'opportuna rete distributiva delle acque già dal 1863 (vedi sezione Ramo Bicocca), era vincolato fino a tutto il 1873 al cavo Dassi, quindi non poteva ancora aderire.

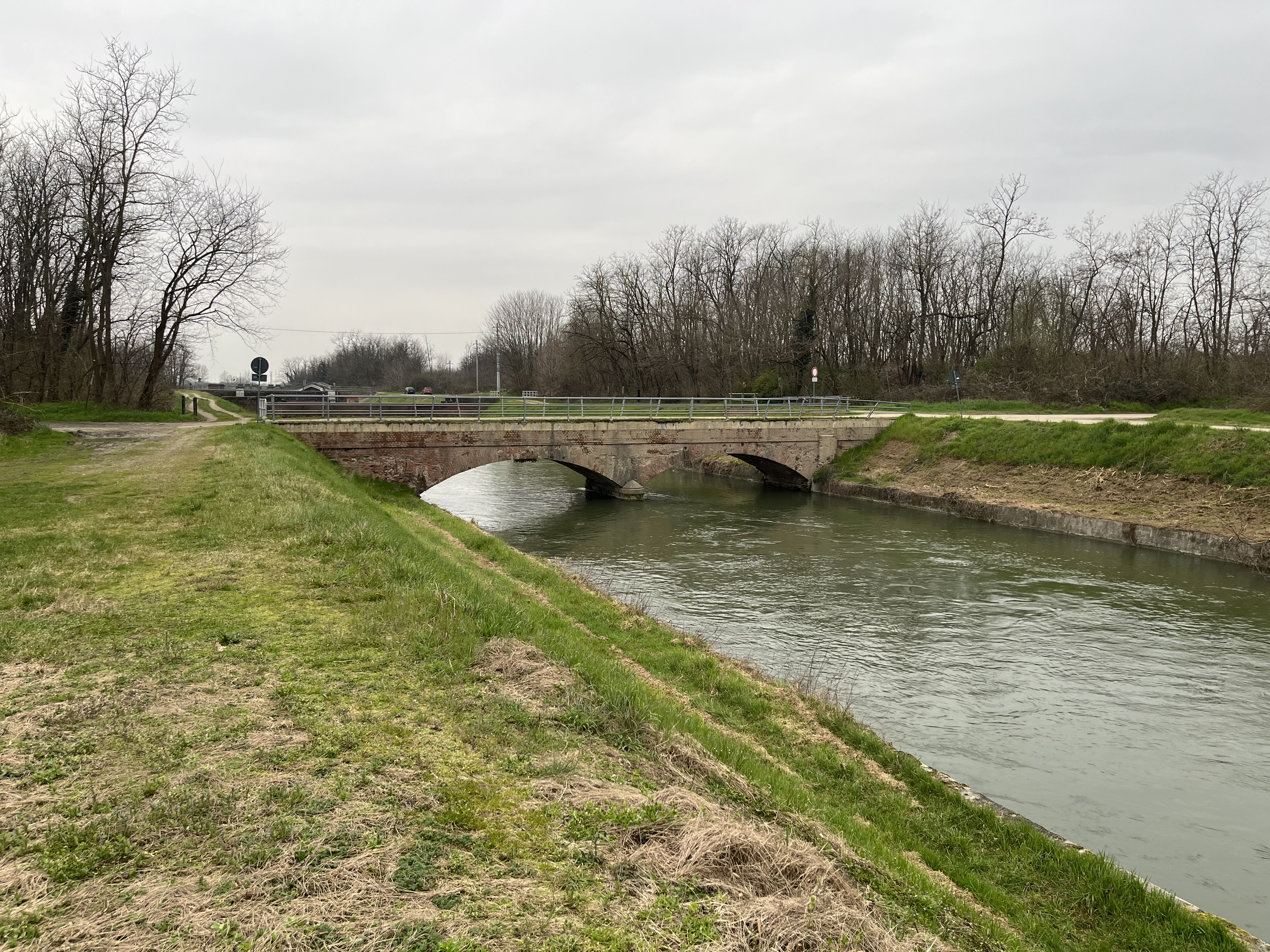
Canale Cavour a Vignale

Una volta ultimato il canale Cavour, costruito nel tempo record di tre anni (1863-1866), emerse il problema della realizzazione della relativa rete di distribuzione, ostacolata da innumerevoli difficoltà amministrative, burocratiche e finanziarie, accompagnate e talora causate da grossolani errori di valutazione.
Stante il problema, nel Novarese la situazione di stallo fu localmente sbloccata da consorzi irrigui privati appositamente istituiti, che autonomamente realizzarono nel 1868 il cavo Belletti (per i comuni di Galliate, Romentino, Trecate e Cerano) e il cavo Montebello (per i comuni di San Nazzaro Sesia, Villata, Vinzaglio, Casalvolone, Casalbeltrame e Recetto).

#### Realizzazione
La situazione progredì nel 1871, quando, avvicinandosi la fine del contratto relativo al cavo Dassi, il comune di Nibbiola (rappresentato dai fratelli Costantino e Vincenzo Bevilacqua) si unì al geometra Carlo Portalupi (nuovo comproprietario della tenuta Bertona) e allo stesso Ricca per riprendere il progetto del 1864. Lo scopo iniziale era il potenziamento della sola irrigazione, ma nel 1873, con l'aggregazione della ditta Crivelli-Ajroldi e del geometra Egidio Zanetti, si aggiunse l'obiettivo di sfruttamento della forza motrice ad uso industriale. Sul finire di quell'anno le ingenti spese e difficoltà misero in forse la prosecuzione del progetto, ma la caparbietà del Portalupi e di Costantino Bevilacqua consentì di mantenerlo in carreggiata.
Sull'onda del successo dei consorzi privati, dunque, il 6 gennaio 1874 fu costituito a Novara il Consorzio per forza motrice ed irrigazione, con l'obiettivo primario di derivarne le acque nei pressi della cascina Avogadro a scopo irriguo, per 1500 ettari di terre agricole a sud della città, e industriale. Vi prese parte anche il comune di Vespolate. Luigi Ricca ne fu primo presidente e gli fu riservato l'onore di dare al cavo il proprio nome. Il consorzio affidò i progetti del Ricca all'ingegner Carlo Negretti, cui si deve buona parte del risultato finale. Il Ricca rimase comunque importante contributore dell'impresa: il tratto di cavo (e relative diramazioni) a nord della biforcazione del ramo Bicocca si deve al Negretti, mentre la parte a sud della biforcazione al Ricca.
Dalla causa tra il consorzio e gli eredi del socio Egidio Zanetti, protrattasi dal 1879 al 1881, si desumono diversi dettagli su organizzazione e regolamento dell'istituzione:
- il consorzio era suddiviso in due rami: uno dedicato allo sfruttamento della forza motrice a fini industriali, costituito dalla ditta Crivelli-Airoldi e da Egidio Zanetti, l'altro per lo sfruttamento a scopi irrigui, composto dai restanti contraenti;
- il cavo era idealmente suddiviso in tre parti, le cui proporzioni di proprietà variavano:
  - la prima tratta apparteneva alla ditta Crivelli-Airoldi per 5/10, allo Zanetti per 1/10, al ramo per l'irrigazione per 4/10;
  - la seconda tratta apparteneva per 1/5 allo Zanetti e per 4/5 al ramo per l'irrigazione;
  - la terza tratta apparteneva per intero al ramo per l'irrigazione;
- ogni comproprietario poteva vincolare la propria parte di cavo a garanzia delle proprie attività;
- ogni comproprietario partecipava alle spese di costruzione e successiva manutenzione di ciascuna tratta in proporzione alla sua quota su di essa.

Dalla Guida di Novara coi sobborghi ed aggregate si desumono altri dettagli. Luigi Ricca fu presidente almeno fino al 1885, seguito da Costantino Bevilacqua nel decennio successivo. Nel frattempo Carlo Bossi (proprietario di Casa Bossi, acquistata nel 1880) fu vice di entrambi. In quegli anni ogni ramo del consorzio era rappresentato da un numero di consiglieri che variava da due a quattro.
Col nuovo secolo, durante la presidenza di Cesare Gusmani dal 1901 al 1912, i vice-presidenti divennero due, uno per ciascun ramo del consorzio.
Del consiglio di amministrazione, inoltre, fecero sempre parte un direttore tecnico e un cassiere, incarichi che dal 1887 furono assunti dalla stessa persona, che a sua volta dal 1901 assunse anche il ruolo di segretario.
La Guida informa anche sulle diverse sedi del consorzio in quei trent'anni a cavallo del secolo: dapprima in via Caserma Perrone, dunque in corso Garibaldi e infine in corso Carlo Alberto.
Lo studioso locale Antonio Rusconi riferisce che nel 1876, durante i lavori di escavazione del cavo Ricca, a ponente dei bastioni del Castello Visconteo-Sforzesco emersero i resti dell'antico acquedotto romano che portava a Novara le acque del Sesia, acquedotto che a tratti era ancora visibile presso Isarno e Caltignaga.
Il novarese Giuseppe Lenta, autore delle prime edizioni della Guida di Novara, riporta che non poche critiche furono sollevate al percorso tortuoso del cavo. Critiche che tuttavia riteneva infondate, essendo la tortuosità dovuta all'irregolarità del terreno e all'opposizione di numerosi proprietari al transito del cavo sulle loro terre.

### XX secolo
Oltre l'ambito agricolo e industriale, col nuovo secolo i novaresi colsero l'opportunità di utilizzi più ameni del canale: nell'estate del 1906 fu aperta la piscina comunale di via Solferino, alimentata proprio dalle acque del Ricca. Nei medesimi anni il Ricca fu meta prediletta dei bagnanti gaudenziani, specialmente i meno abbienti che non potevano permettersi l'ingresso nella piscina di via Solferino, al pari del canale Cunetta e del diramatore Quintino Sella, che ne apprezzavano l'ampiezza. Sono note le periodiche ordinanze dei sindaci che vietavano di bagnarsi nei tre canali, in particolar modo nei pressi delle abitazioni e soprattutto contravvenendo al comune senso del pudore e della moralità. Le pene variavano da semplici ammende pecuniarie (50 lire) a veri e propri procedimenti penali (10 giorni di reclusione). Già dal 1895, inoltre, fino al 1915 nell'area sotto il Baluardo Quintino Sella, tra la Barriera Albertina e il luogo ove sarebbe sorto negli anni '30 l'asilo San Lorenzo, esistette il piccolo lago di via Regaldi, che in inverno veniva di proposito ampliato mediante l'invaso del cavo Ricca: ghiacciando nei mesi tra novembre e febbraio, forniva al tempo stesso ghiaccio per le ghiacciaie e divertimento per i novaresi che potevano pattinare. A fine stagione, allo scioglimento del ghiaccio, l'acqua rifluiva nel Ricca mediante un apposito canale di scolo.
Nel 1910 il tratto in corrispondenza dell'ospedale psichiatrico di viale Roma fu coperto per il pericolo che rappresentava per i degenti. Solo pochi metri furono lasciati scoperti, ad uso del servizio lavanderia.
Nel 1941 il consorzio fu soppresso e la gestione del cavo Ricca, con diramazioni e pertinenze, passò all'Associazione Irrigazione Est Sesia.

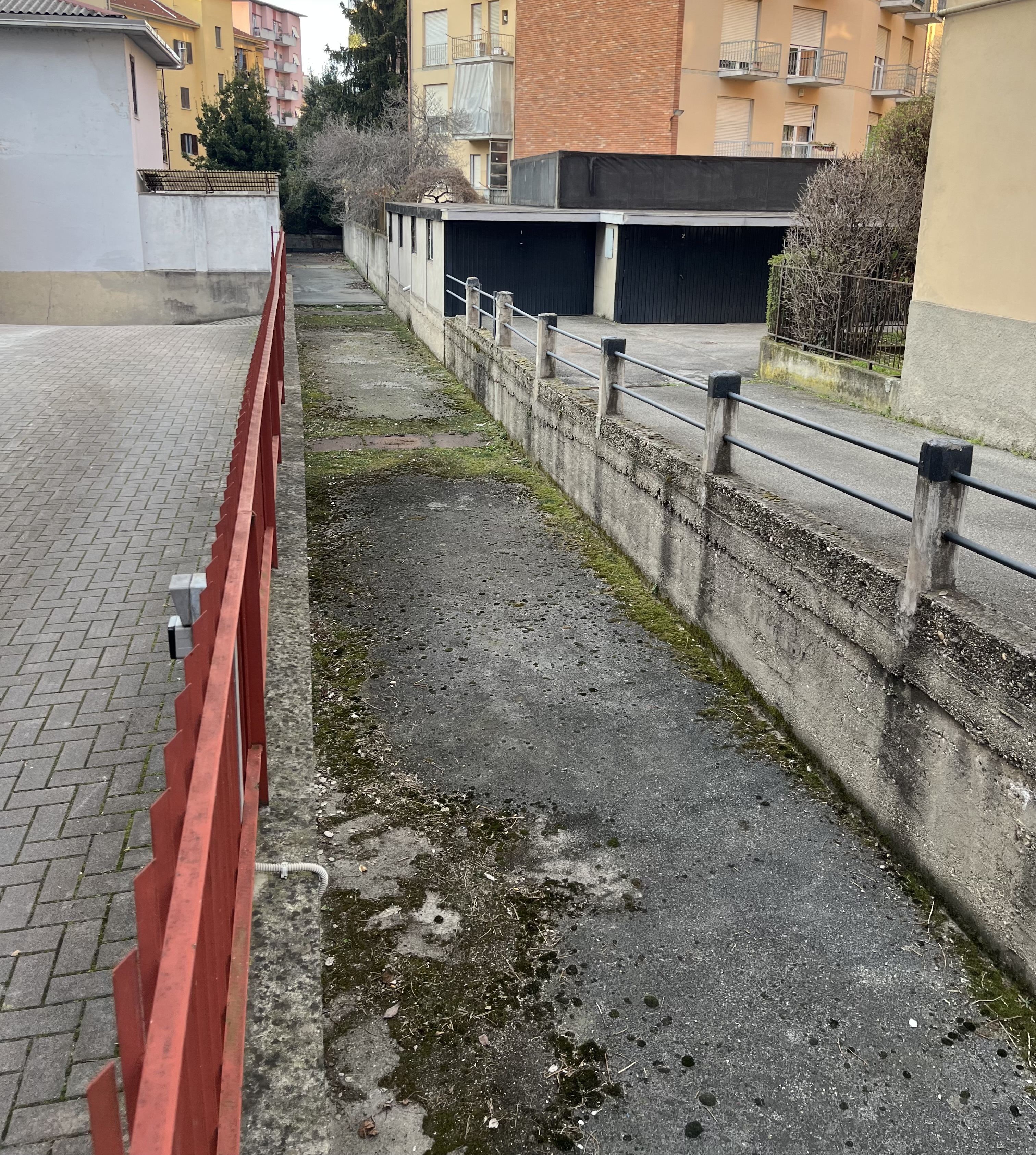
Il cavo Ricca tombinato, sul lato nord di viale Roma

Tra gli anni '30 e gli anni '80 del Novecento il pressoché totale corso del cavo in area urbana fu progressivamente tombinato. Gli interventi furono in gran parte iniziativa di privati cittadini residenti delle zone interessate, raramente su iniziativa del comune, comunque previa concessione dell'Est Sesia. Le ragioni degli interventi furono essenzialmente la necessità di sigillare luoghi maleodoranti e pullulanti di insetti e topi dall'abitato, assieme alla ricerca di spazi da sfruttare più proficuamente in ambito urbano.
Nel 1977 il suo corso misurava circa 15 km.

### XXI secolo

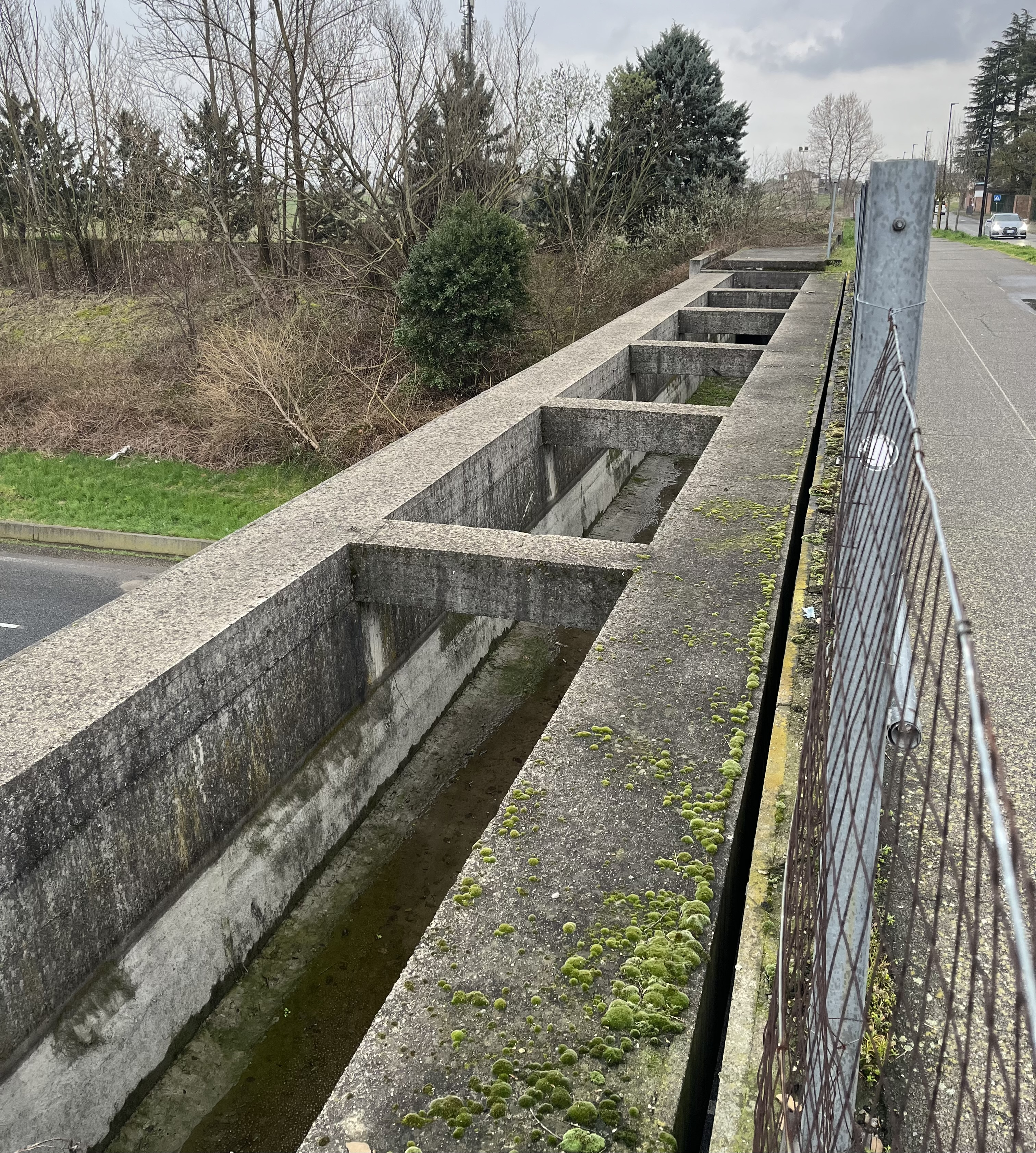
Ponte canale del cavo Ricca sulla tangenziale di Novara, al fianco di via Monte San Gabriele

Nel 2002, nell'ambito della realizzazione del quarto lotto della tangenziale di Novara (tratto Bicocca-Lumellogno), il corso del cavo Ricca fu convogliato in un ponte canale di 25 metri per superare l'avvallamento sul cui fondo correva la nuova strada. La costruzione del ponte canale, espressamente richiesto affiancato al ponte stradale della via Monte San Gabriele dall'Associazione Irrigazione Est Sesia onde consentire le periodiche ispezioni e interventi di pulizia, causò importanti ritardi alla consegna dell'intero lotto.

## Ramo Bicocca
Nella monografia sulla storia di Nibbiola del 1952, lo studioso di storia locale Ernesto Colli racconta un aneddoto relativo alla costruzione del ramo Bicocca. Una volta scavato l'alveo da Vignale a Novara, il consorzio si scontrò col secco rifiuto dei proprietari delle terre presso la Bicocca, che non volevano in alcun modo il cavo passare sui loro possedimenti. L'impasse fu risolta dall'iniziativa dei due fratelli Costantino e Vincenzo Bevilacqua, che nottetempo convocarono sul posto tutti i padroni e i fittabili di Nibbiola e con aratri, cavalli e buoi tracciarono un solco profondo a sufficienza per il corso d'acqua. L'indomani i novaresi, accortisi ormai troppo tardi del raggiro, non poterono opporsi; si convinsero tuttavia ben presto della bontà della cosa, una volta constatati gli abbondanti raccolti ottenuti grazie al miglioramento dell'irrigazione.

## Ramo Nibbiola
Il comune di Nibbiola, capitanato dai menzionati fratelli Bevilacqua, iniziò nel 1863 a predisporre una propria rete di distribuzione delle acque del canale Cavour, prima ancora che Luigi Ricca concepisse l'idea del cavo cui diede il nome. Comprendendone l'immenso potenziale, i Bevilacqua si impegnarono in prima persona ed ottennero le concessioni di terreno per il transito dell'acquedotto al prezzo di innumerevoli riunioni municipali ed estenuanti trattative, date le frequenti diffidenze e dinieghi incontrati.
La riconoscenza del paese ai due fratelli fu in seguito espressa con la realizzazione di due lapidi marmoree contornate da bronzee corone d'alloro, poste all'ingresso del palazzo municipale:
(Colli, 1952, p. 164)
(Colli, 1952, p. 165)
La grande opera prevedeva la costruzione di un canale attraverso il comune di Garbagna. La concessione gratuita del passaggio, essendo Costantino Bevilacqua membro di quello stesso consiglio municipale, fu agevole: all'uopo il nibbiolese fece leva sul grande sforzo già profuso da Garbagna nella realizzazione del canale Cavour e sulle lamentele di tutti i suoi coltivatori sulla mancanza di canali irrigui. Data la condivisione dei forti interessi in gioco, i due comuni collaborarono attivamente con numerosi incontri a consigli riuniti. Artefice della progettazione della rete distributiva nei due comuni fu Vincenzo Bevilacqua.

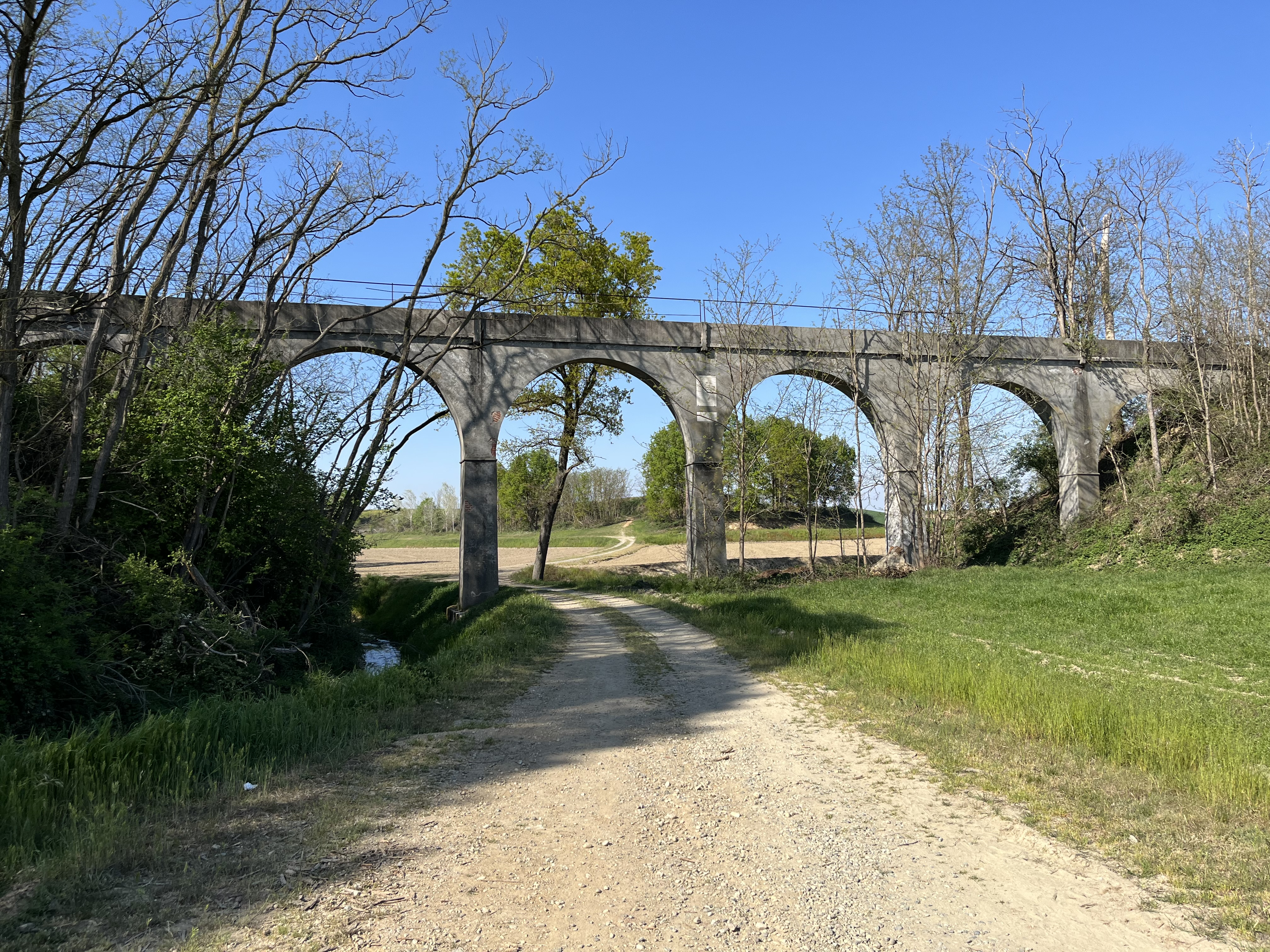
Il ponte canale della Vallazza, nel territorio di Garbagna, visto da sud

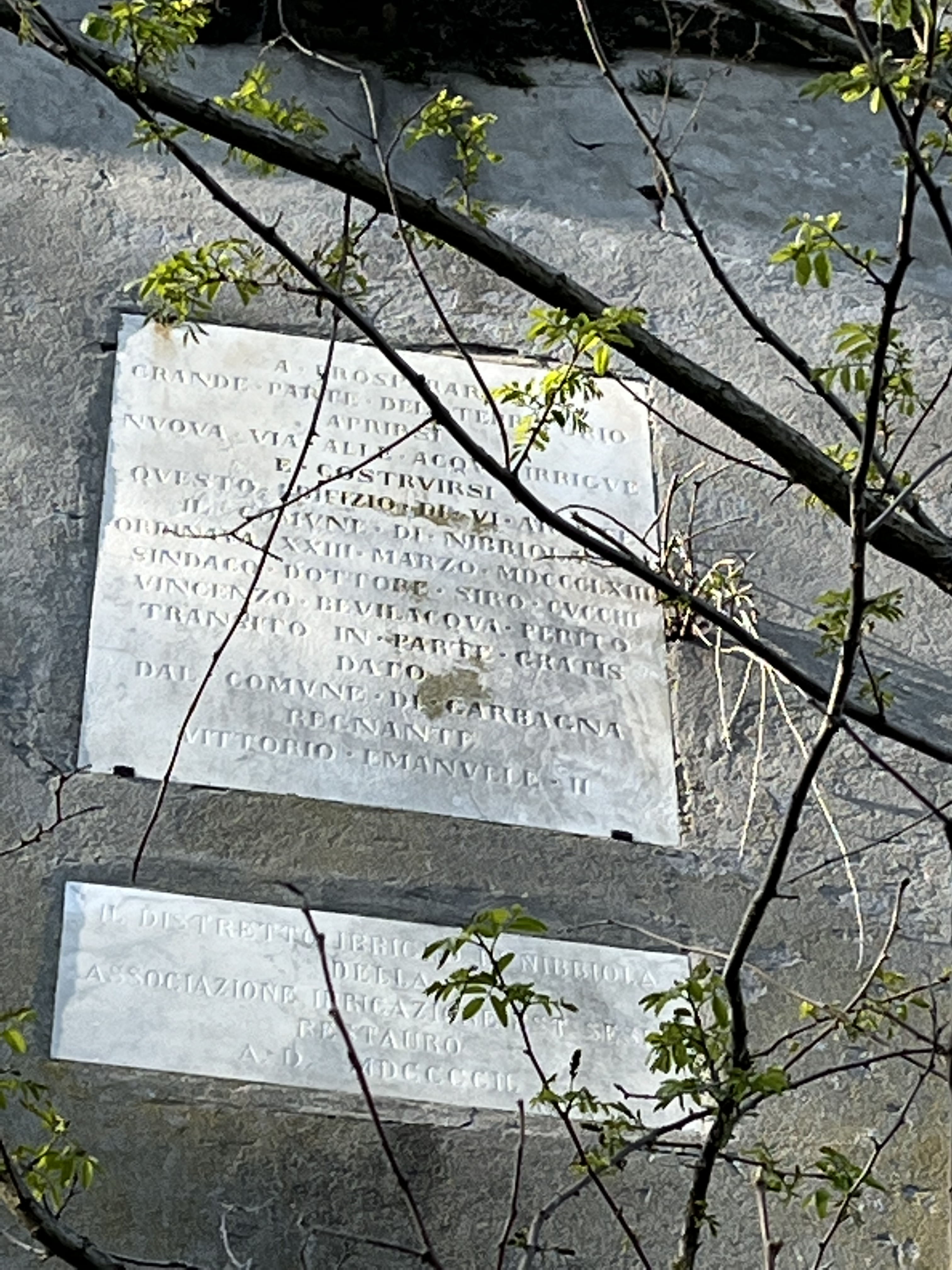
Le due iscrizioni sul pilone centrale del ponte canale

L'attraversamento del territorio di Garbagna si scontrò con l'importante dislivello della valle del Ri, posta perpendicolarmente al percorso del cavo. Vincenzo Bevilacqua, geometra e perito tecnico di Nibbiola, risolse la questione progettando e commissionando un colossale ponte canale in muratura a sei arcate (talvolta indicato come diga o acquedotto) nella regione Vallazza, al confine tra il proprio comune e Garbagna. L'opera fu commemorata da una lapide in marmo bianco, posta sul pilone centrale, con la seguente iscrizione:
Presso il ponte era l'abitazione (Casa Vallazza) del guardiacanale, incarico quasi sempre affidato a un nibbiolese.
Nel 1948 la struttura subì importanti lavori di rinforzo e parziale rifacimento, affidati alla ditta Cazzola di Novara. La spesa, di oltre un milione di lire, fu ripartita fra i proprietari di terre. Terminati i lavori, fu apposta una seconda lapide commemorativa:
Al 1952 risultava ancora pienamente utilizzato, non più nel secolo successivo.

### Consorzio irriguo di Nibbiola, Garbagna e Vespolate
Nel 1878 i fratelli Bevilacqua costituirono nel proprio paese un consorzio per la gestione delle acque del cavo Ricca destinate alla rete di canali da essi stessi promossa e realizzata: il Consorzio irriguo di Nibbiola, Garbagna e Vespolate.
Nel 1879, amministrando le acque di un territorio più ampio di 20 ettari, al consorzio fu garantito il diritto di riscuotere i contributi dei soci mediante i mezzi del fisco, mentre nel 1941 ne fu riconosciuta la natura giuridica di consorzio di miglioramento fondiario.
Nel 1950 fu soppresso ed incorporato nell'Associazione Irrigazione Est Sesia, all'interno della quale ottenne la responsabilità del medesimo territorio, indicato come zona Sella.

## Rivalorizzazione
La cinquantennale opera di tombinatura dei corsi d'acqua urbani in Novara portò col tempo diverse voci ad opporvisi.
Nel 1985 l'architetto Diego Boca imputò all'indole pragmatica della città la mancanza di considerazione per l'acqua come parte del paesaggio urbano. Proponendo interventi che slegassero i corsi d'acqua dal mero ruolo di nascoste fognature, immaginò di ricreare il laghetto di inizio secolo tra via Solferino e viale Dante, ottenuto come slargo del cavo Ricca.
Nel 2003 Franca Franzoni e Michela Piccolini, scrivendo la storia delle acque novaresi, nel capitolo dedicato al cavo Ricca tornarono sull'argomento, auspicando una città più a misura d'uomo e meno di automobile. Citando come esempio i progetti relativi ai Navigli di Milano, caldeggiarono scelte urbanistiche che valorizzassero i corsi d'acqua nel paesaggio urbano, riportandoli in vista e facendone luoghi ameni ove passare il tempo libero.
Un progresso in tal senso si ebbe nel 2020, quando l'assessore all'urbanistica Elisabetta Franzoni presentò il progetto comunale di riqualificazione dell'area dell'ex fornace Giustina, in zona Bicocca: accanto alla zona commerciale (Giustina Retail Park) era prevista la realizzazione di un'area verde dotata di attrezzature sportive, tavoli, panchine e staccionata presso il cavo Ricca, assieme a un nuovo ponte in legno. A marzo 2024, tuttavia, l'area verde non era ancora realizzata.

## Fauna ittica
La fauna ittica del Ricca, nel primo tratto, è composta specialmente da ciprinidi; non mancano i salmonidi, principalmente trote.
Nell'autunno del 2000 fu trovata in alcuni tratti cittadini del cavo una gran quantità di carpe e lucci di grossa taglia, per un totale di due quintali di pesce: un evento eccezionale, all'interno del centro abitato. Onde evitarne la morte per asfissia, in seguito al periodico prosciugamento del cavo, furono recuperati e liberati nell'Agogna e nel Terdoppio.

## Nell'arte
Nel 1953 l'artista novarese Bruno Polver vi dedicò un dipinto a olio su tela, Il vecchio canalino di Novara, tra le sue prime opere di carattere paesaggistico.

## In letteratura
In una casetta immaginaria sulle sue rive, all'altezza dell'attuale via Pietro Custodi, si svolge una scena chiave del romanzo Évelyne. Il mistero della donna francese del novarese Marco Scardigli, ambientato ai primi del '900. Nell'opera il canale è indicato come cavo del Consorzio d'irrigazione. Il romanzo menziona anche il laghetto ghiacciato ai piedi del baluardo, gestito dalla Società Pattinatori Novaresi.

## Galleria d'immagini
Fotografie di Carlo Sguazzini pubblicate nella rubrica La foto del Corriere di Novara:

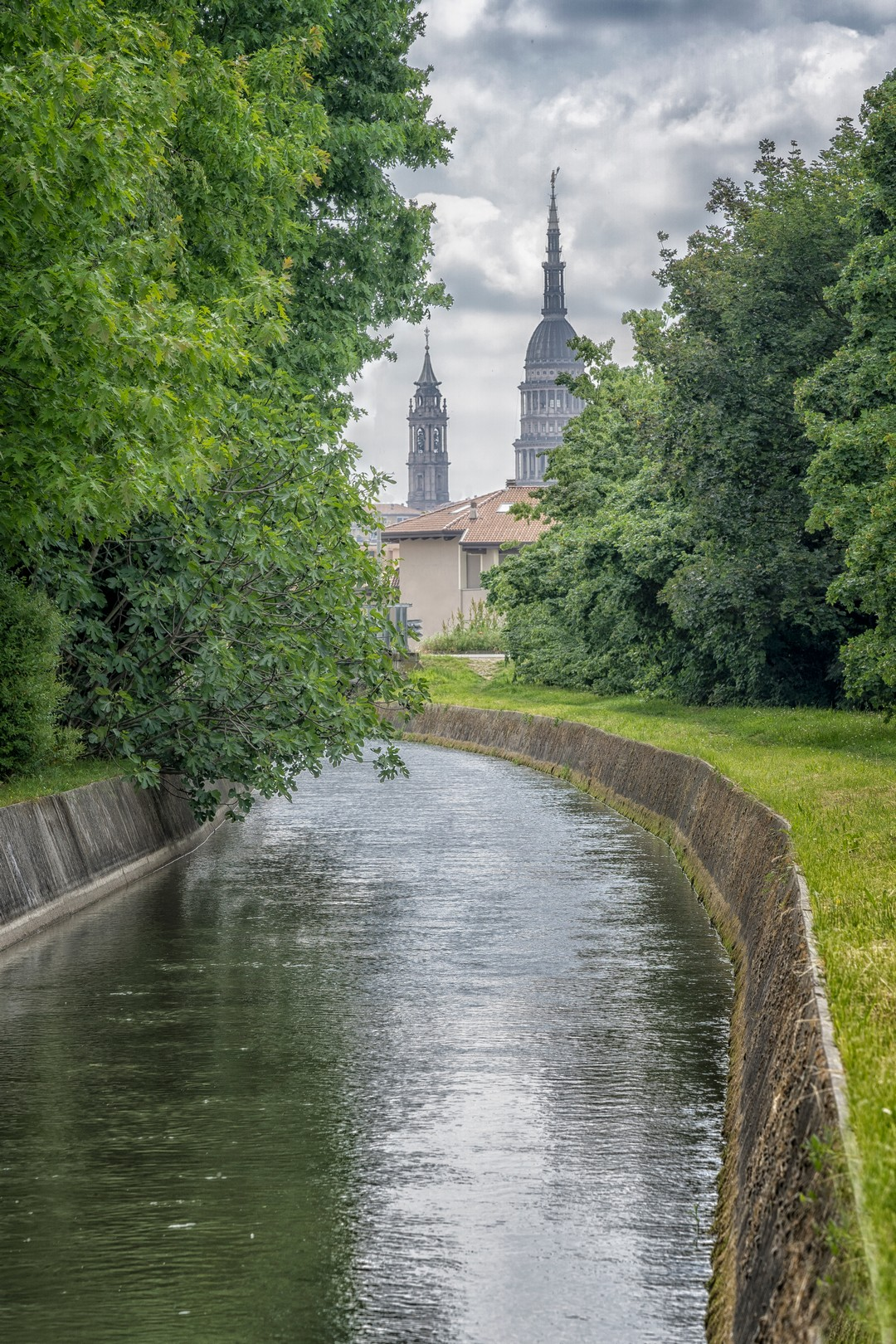
Vista diurna del cavo, con cupola e campanile della Basilica di San Gaudenzio
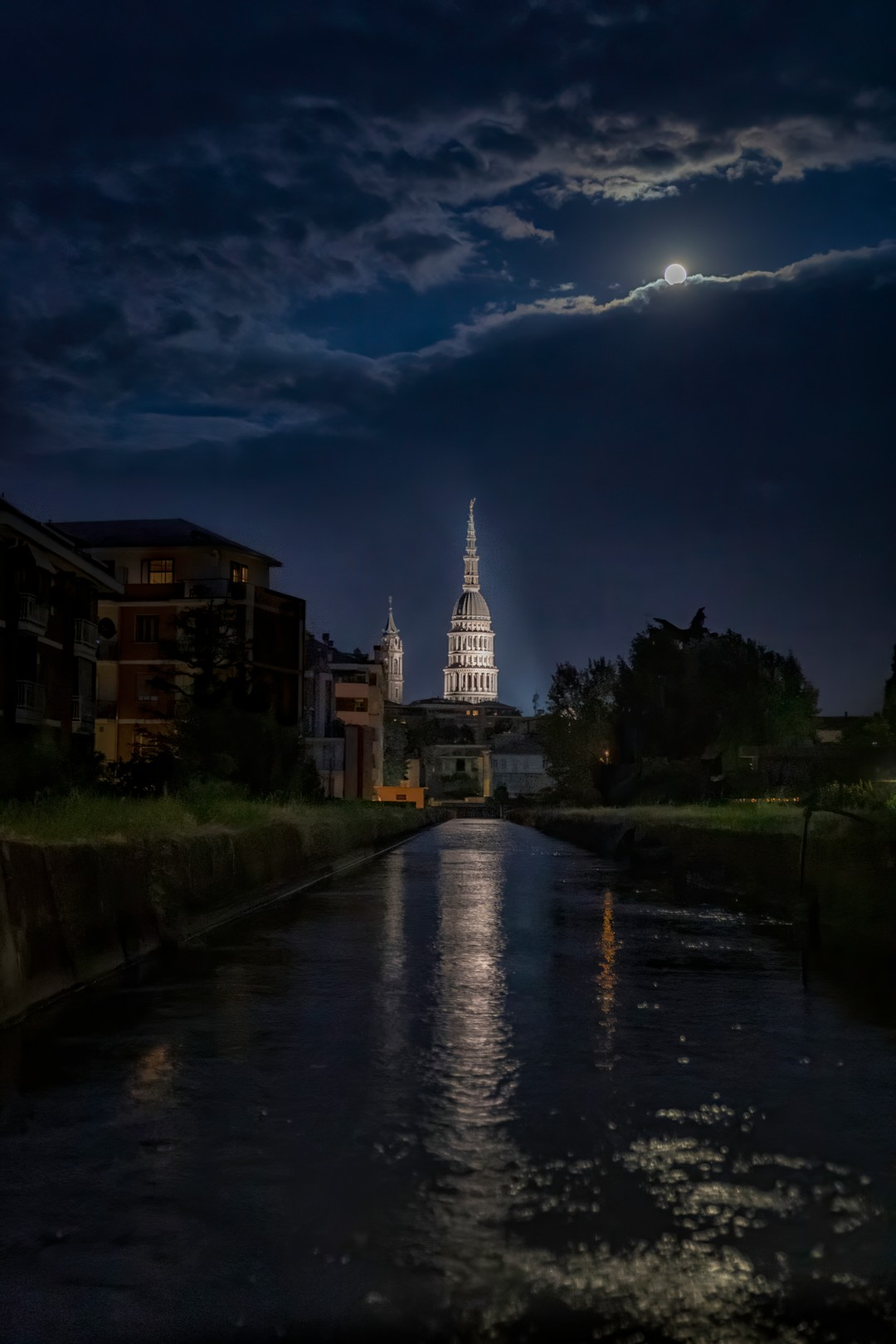
Vista notturna del cavo, con cupola e campanile della Basilica di San Gaudenzio

### Esplicative
1. ↑  45.451435°N 8.617762°E, viale Dante Alighieri, a Novara: punto in cui il cavo Ricca inizia il percorso sotterraneo.
2. ↑  Dai periodici locali si desume la cronologia degli interventi di copertura del cavo:
  - 1930: viale Dante[41];
  - 1955: via Verga e via Gozzano[42];
  - 1958: via XXIII marzo, per un chilometro da Piazza d'armi alla Bicocca[43];
  - 1966: una parte del Villaggio Dalmazia[44];
  - 1979: zona Sacro Cuore[45][4];
  - 1983: via Spreafico[46];
  - 1988: zona Sant'Agabio[47] (si tratta in realtà del cavo Berra, effluente del Ricca[8]).
3. ↑  Sulla vicenda della copertura nel quartiere Sacro Cuore abbiamo maggiori dettagli: il tutto ebbe inizio nel 1972, quando il comitato di quartiere consegnò una petizione al commissario prefettizio, denunciando il fetore portato dal cavo Ricca nei periodi di secca nella zona compresa tra viale Roma e viale Giulio Cesare, soprattutto in corrispondenza delle vie Di Corato, Battaglia e Taegio; il fetore era accompagnato da un'importante presenza di topi e rifiuti d'ogni sorta, una vera fogna a cielo aperto, decisamente inopportuna nei pressi delle scuole elementari Bottacchi da poco costruite[48] (1970[49]); nell'aprile 1978, dopo anni di trattative, dilungatesi anche per l'opposizione di alcuni residenti alla copertura del cavo, l'intervento risultava di prossima attuazione[45]; nell'aprile 1979, infine, fu inserito nel bilancio comunale di quello stesso anno stilato dalla Giunta[4][50].

### Bibliografiche
1. 1 2 3  Piano Comprensoriale, 2018, p. 266.
2. 1 2 3 4 5 6 7   Claudia Baratti e Emanuela Fortuna (a cura di), Il Cavo Ricca (PDF), in Novara val bene… una spesa, 2018,  pp. 31-34. URL consultato il 18 febbraio 2025.
3. ↑   Azienda Turistica Locale per la Provincia di Novara, Città di Novara (mappa), Novara, 2018.
4. 1 2 3   Giorgio Bobbio, Bilancio '79: che coraggio!, in L'Azione, Novara, 7 aprile 1979,  p. 5. URL consultato il 21 febbraio 2025.
5. 1 2   Gestione dei corsi d'acqua e dei bacini d'acqua della Provincia di Novara ai fini della pesca (PDF),  p. 11. URL consultato il 22 febbraio 2025. Ospitato su Provincia di Novara.
6. ↑   Sobborgo S. Martino - Tentato suicidio, in L'Azione, Novara, 22 luglio 1910,  p. 3. URL consultato il 19 marzo 2025.
7. ↑  Piano Comprensoriale, 2018, p. 268.
8. 1 2 3 4  Corriere di Novara, 2017.
9. 1 2 3  Lenta, 1875, p. 7.
10. ↑   Tappa 00 sud: Novara città, su C.A.I. Novara, Regione Piemonte - Catasto regionale dei sentieri,  p. 3. URL consultato il 16 gennaio 2025.
11. 1 2 3  Lenta, 1875, p. 5.
12. 1 2 3  Lenta, 1875, p. 6.
13. 1 2 3  Colli, 1952, p. 163.
14. 1 2   Sergio Baratti, Il complesso problema della distribuzione delle acque del canale Cavour: la realizzazione dei diramatori demaniali. Il completamento della bonifica irrigua e l'avvio delle utilizzazioni industriali (PDF), in Est Sesia, n. 119, Novara, Associazione Irrigazione Est Sesia, ottobre 2016 - luglio 2019,  pp. 41, 46. URL consultato il 27 febbraio 2025.
15. 1 2   Atti della Giunta per la inchiesta agraria e sulle condizioni delle classe agricola, vol. 8, tomo 1, fasc. 1, Roma, Forzani e C., 1883,  pp. 241, 253. URL consultato il 23 febbraio 2025.
16. ↑  Franzoni e Piccolini, 2003, p. 145.
17. ↑   Alessandro Pestalozza, Adunanza ordinaria del giorno 17 novembre 1886, in Il Politecnico: giornale dell'ingegnere-architetto civile ed industriale, vol. 35, Milano, 1887,  p. 121. Ospitato su Google Libri.
18. ↑   Pietro Vanzina (a cura di), La Giurisprudenza: collezione di decisioni e sentenze pronunciate dai magistrati del Regno, vol. 18, Torino, Tipografia legale, 1881,  pp. 584-585. URL consultato il 20 febbraio 2025. Ospitato su Google Libri.
19. ↑   Casa Bossi, su Agenzia Turistica Locale - Terre dell'Alto Piemonte - Biella Novara Valsesia Vercelli. URL consultato il 17 marzo 2025.
20. 1 2 3   Guida di Novara coi sobborghi ed aggregate, Novara, 1883,  p. 251. URL consultato il 10 marzo 2025.
21. 1 2 3   Guida di Novara coi sobborghi ed aggregate, Novara, 1885,  p. 109. URL consultato il 10 marzo 2025.
22. 1 2 3   Guida di Novara coi sobborghi ed aggregate, Novara, Tip. Novarese dir. da Rizzotti e Merati, 1887,  p. 121. URL consultato il 10 marzo 2025.
23. 1 2 3   Guida di Novara coi sobborghi ed aggregate, Novara, Tip. Novarese dir. da Rizzotti e Merati, 1890,  p. 38. URL consultato il 10 marzo 2025.
24. 1 2 3   Guida di Novara coi sobborghi ed aggregate, Novara, 1895,  p. 141. URL consultato il 10 marzo 2025.
25. 1 2 3   Guida di Novara coi sobborghi ed aggregate, Novara, 1901,  pp. 190-191. URL consultato il 10 marzo 2025.
26. 1 2 3   Guida di Novara coi sobborghi ed aggregate, Novara, 1905,  p. 222. URL consultato il 10 marzo 2025.
27. 1 2 3   Guida di Novara coi sobborghi ed aggregate, Novara, Tip. Merati, 1912,  p. 184. URL consultato il 10 marzo 2025.
28. ↑   Antonio Rusconi, Compendio di storia novarese, in Antonio Rusconi, Carlo Morbio, Pietro Caire, Giuseppe Fassò, Pietro Zambelli, Carlo Negroni, Giorgio Imazio, Carlo Cerruti e Raffaele Tarella, Monografie novaresi, Novara, Miglio, 1877,  p. 12. URL consultato il 23 febbraio 2025. Ospitato su Google Libri.
29. ↑   Oreste Scarzello, Magnifica lastra di marmo bianco con cornice in rilievo, rotta in tre pezzi e mancante della parte inferiore nella metà di sinistra, con iscrizione di carattere pubblico, in Bollettino Storico per la Provincia di Novara - Il Museo Lapidario della Canonica e gli antichi monumenti epigrafici di Novara, n. 3, Novara, E. Cattaneo, 1931,  p. 184. URL consultato il 26 febbraio 2025.
30. ↑   Antonio Rusconi, Periodo romano (continuazione), in Le origini novaresi, vol. 2, Novara, Pasquale Rusconi, 1877,  p. 194. URL consultato il 26 febbraio 2025. Ospitato su Google Libri.
31. ↑   Piscina comunale di Novara: il ritrovo dello svago estivo dei novaresi fin dal 1906, su @novara. URL consultato il 25 febbraio 2025.
32. ↑   Luciano Camera, C'era una volta a Novara..., in Corriere di Novara, 8 giugno 2020,  p. 41. URL consultato il 19 marzo 2025.
33. ↑   Bagni in pubblico, in L'Azione, Novara, 1º giugno 1906,  p. 3. URL consultato il 25 febbraio 2025.
34. ↑   Dove ci si può bagnare?, in L'Azione, Novara, 15 luglio 1913,  p. 2. URL consultato il 25 febbraio 2025.
35. ↑   I bagni in pubblico, in L'Azione, Novara, 25 maggio 1917,  p. 3. URL consultato il 25 febbraio 2025.
36. ↑   Asilo San Lorenzo: un edificio razionalista per l'educazione dei bambini bisognosi novaresi, su @novara. URL consultato il 28 febbraio 2025.
37. ↑   Renata Molino, Novara e la "patinoire" - Sguardi sulla Novara di fine '800 (PDF), in Ca' nostra, n. 5, Novara, Casa di giorno per anziani Don Aldo Mercoli, maggio 2022,  p. 18. URL consultato il 28 febbraio 2025.
38. ↑   Luca Dal Bello, Con i giorni della Candelora siamo dentro o siamo fora? - Il "patinoire" di via Regaldi che faceva "Belle Epoque", in L'Azione, Novara, 4 febbraio 2022,  p. 24. URL consultato il 5 marzo 2025.
39. ↑   Eugenio Bravetta, Cenni storico-statistici sull'ospedale psichiatrico provinciale di Novara e relazione sulla gestione sanitaria, in Manicomio provinciale di Pesaro (a cura di), Note e riviste di psichiatria, Stab. tip. A. Nobili, 1928,  pp. 139, 142. URL consultato il 7 marzo 2025.
40. ↑   Ex ospedale psichiatrico: il complesso di edifici pensato per la salute pubblica, su @novara. URL consultato l'8 marzo 2025.
41. 1 2  Brusati, 2017.
42. ↑   Prossimamente al Consiglio Comunale l'isolamento della Basilica di San Gaudenzio, in L'Azione, Novara, 18 novembre 1955,  p. 2. URL consultato il 24 febbraio 2025.
43. ↑   Strade ed illuminazione in discussione al Consiglio Comunale, in L'Azione, Novara, 25 luglio 1958,  p. 2. URL consultato il 24 febbraio 2025.
44. ↑   Sgonfiato al Consiglio comunale il "giallo" della scheda fantasma, in L'Azione, Novara, 9 dicembre 1966,  p. 4. URL consultato il 24 febbraio 2025.
45. 1 2   Adriano Mattera, Quel vivace confronto nel Quartiere "Sacro Cuore", in L'Azione, Novara, 8 aprile 1978,  p. 5. URL consultato il 24 febbraio 2025.
46. ↑   Renato Ambiel, Novara, prima riunione in Comune per la viabilità e il nuovo scalo, in La Stampa, n. 215, Torino, 11 settembre 1983,  p. 17. URL consultato il 6 marzo 2025.
47. ↑   Enrico Occhetti, Oltre mille scolari impegnati nei plessi del nostro rione, in L'Azione, Novara, 1º ottobre 1988,  p. 12. URL consultato il 24 febbraio 2025.
48. ↑   Liliano Laurenzi, Il cavo Ricca, la roggia che puzza e che infesta un intero quartiere, in La Stampa, Torino, 4 maggio 1972. URL consultato il 4 marzo 2025.
49. ↑   Ministero dell'Istruzione e del Merito, Via Boggiani 42, 28100, Novara (NO) - Origine ed età, su Unica - Scuola in chiaro. URL consultato il 6 marzo 2025.
50. ↑   Marcello Sanzo, La lunga battaglia per villa Bottacchi, in Stampa Sera, Torino, 23 novembre 1982,  p. 9. URL consultato il 5 marzo 2025.
51. 1 2  Franzoni e Piccolini, 2003, pp. 148-149.
52. ↑   Franca Coletta, L'inquinamento delle acque avvelena il contado, in L'Azione, Novara, 12 febbraio 1977,  p. 4. URL consultato il 26 febbraio 2025.
53. ↑   Roberto Lodigiani, Tangenziale, quasi finito il ponte, in La Stampa, Torino, 21 febbraio 2002,  p. 43. URL consultato il 5 marzo 2025.
54. ↑   Tangenziale toccasana per Novara, in La Stampa, Torino, 17 marzo 2002,  p. 49. URL consultato il 5 marzo 2025.
55. 1 2 3  Colli, 1952, p. 162.
56. 1 2 3 4  Colli, 1952, p. 164.
57. ↑  Colli, 1952, p. 176.
58. ↑  Colli, 1952, p. 165.
59. ↑   Nibbiola - Lavori di arginatura ai cavi consorziali, in L'Azione, n. 15, Novara, 15 aprile 1949,  p. 4. URL consultato il 16 febbraio 2025.
60. ↑   Agenzia Turistica Terre dell'Alto Piemonte Biella Novara Valsesia Vercelli Locale, Baraggiolo, su Turismo Novara. URL consultato il 16 febbraio 2025.
61. ↑   Esenzioni e privilegi per tasse sugli affari, portati da leggi speciali riguardanti altre materie, in Bollettino ufficiale della Direzione generale del demanio e delle tasse - Serie 2ª, vol. 10, Roma, Tip. Eredi Botta, 1884,  p. 545. URL consultato il 23 febbraio 2025. Ospitato su Google Libri.
62. ↑   Ministero dell'agricoltura e delle foreste, Riconoscimento della natura giuridica di consorzio di miglioramento fondiario al Consorzio irriguo di Nibbiola in provincia di Novara, in Gazzetta Ufficiale del Regno d'Italia, n. 158, 7 luglio 1941,  p. 2666. URL consultato il 23 febbraio 2025.
63. ↑   Ministero dell'agricoltura e delle foreste, Soppressione di alcuni Consorzi irrigui o Comunioni di utenti ed incorporati nell'Associazione irrigazione Est Sesia, con sede in Novara, in Gazzetta Ufficiale della Repubblica Italiana, n. 257, Roma, 9 novembre 1950,  p. 3142. URL consultato il 23 febbraio 2025.
64. ↑   Diego Boca, L'acqua dimenticata, in L'Azione, Novara, 26 ottobre 1985,  p. 13. URL consultato il 5 marzo 2025.
65. ↑   Laura Cavalli, Ex fornaci: così cambia la Bicocca, in Corriere di Novara, Novara, 14 maggio 2020,  p. 6. URL consultato il 5 marzo 2025.
66. ↑   Luca Mattioli, Ex Fornace Giustina, polo commerciale e residenze alla Bicocca, su La voce di Novara, 13 maggio 2020. URL consultato il 18 marzo 2025.
67. ↑   Cecilia Colli, Giustina retail park: sì all'area verde, a rischio gli alloggi popolari. Ipotesi studentato, su La voce di Novara, 26 marzo 2024. URL consultato il 20 marzo 2025.
68. ↑   FIPSAS Novara, Fishing Tour - Ciprinidi (PDF), 2025. URL consultato il 26 febbraio 2025.
69. ↑   Cristina Meneghini, I campioni della mosca a Malesco per il tricolore, in La Stampa, Torino, 2 giugno 1995,  p. 45. URL consultato il 6 marzo 2025.
70. ↑   "Pesca" in centro città, in L'Azione, Novara, 14 ottobre 2000,  p. 9. URL consultato il 27 febbraio 2025.
71. ↑   Valeria Balossini, Polver, una vita per l'arte, in L'Azione, Novara, 15 settembre 2007,  p. 14. URL consultato il 19 marzo 2025.
72. ↑   Enzo De Paoli, Bruno Polver, l'arte che si evolve, in L'Azione, Novara, 6 ottobre 2007,  p. 16. URL consultato il 19 marzo 2025.
73. ↑   Marco Scardigli, Évelyne. Il mistero della donna francese, Novara, Interlinea, 2018,  pp. 85, 245, 248, 277, 305, ISBN 978-88-6857-176-4.
74. ↑   La foto, in Corriere di Novara, 8 aprile 2021,  p. 46. URL consultato il 5 marzo 2025.
75. ↑   La foto, in Corriere di Novara, 17 giugno 2024,  p. 38. URL consultato il 5 marzo 2025.